# Hanati Silamu
Hanati Silamu (født 13. september 1984 i Altay, Xinjiang) er en kinesisk amatørbokser, som konkurrerer i vægtklassen weltervægt. Silamu repræsenterede Kina under Sommer-OL 2008 på hjemmebane, hvor han blev nummer tre.